# Schlag bei Thalberg
Schlag bei Thalberg ist eine ehemalige Gemeinde mit 514 Einwohnern (Stand: 1. Jänner 2023) im Gerichtsbezirk Fürstenfeld und im politischen Bezirk Hartberg-Fürstenfeld in der Steiermark in Österreich.
Im Rahmen der steiermärkischen Gemeindestrukturreform
ist Schlag bei Thalberg seit 2015 aufgeteilt auf die Gemeinden:
- Dechantskirchen (Katastralgemeinden Schlag und Kroisbach mit zusammen 959,60 ha)
- Rohrbach an der Lafnitz (neue Katastralgemeinde Rohrbach-Schlag mit 584,88 ha)

Grundlage dafür ist das Steiermärkische Gemeindestrukturreformgesetz – StGsrG.

## Geografie

### Geografische Lage
Schlag bei Thalberg liegt am Südostrand des Wechsels ca. 15 km und ca. 20 Minuten nördlich der Bezirkshauptstadt Hartberg und wird vom Limbach, einem Nebenfluss der Lafnitz durchflossen. Rohrbach-Schlag liegt am Zusammenfluss der beiden Flüsse.
Das Gemeindegebiet erstreckte sich von der Burg Thalberg im Norden bis zur Grenze zum Burgenland im Süden. Während der nördliche Teil besiedelt ist, ist der südliche Teil überwiegend bewaldet. Rohrbachschlag ist mit Rohrbach an der Lafnitz zusammengewachsen.

### Gliederung
Die Gemeinde bestand aus der einzigen Katastralgemeinde Schlag mit den drei Ortschaften Limbach (25), Rohrbachschlag (112) und Schlag bei Thalberg (371, Stand jeweils 1. Jänner 2024).

### Ehemaligen Nachbargemeinden
| Sankt Lorenzen am Wechsel | Dechantskirchen                             | Dechantskirchen                         |
| Eichberg                  | Kompassrose, die auf Nachbargemeinden zeigt | Dechantskirchen                         |
| Rohrbach an der Lafnitz   | Lafnitz                                     | Grafenschachen, Neustift an der Lafnitz |

## Geschichte

### Bevölkerungsentwicklung der ehemaligen Gemeinde

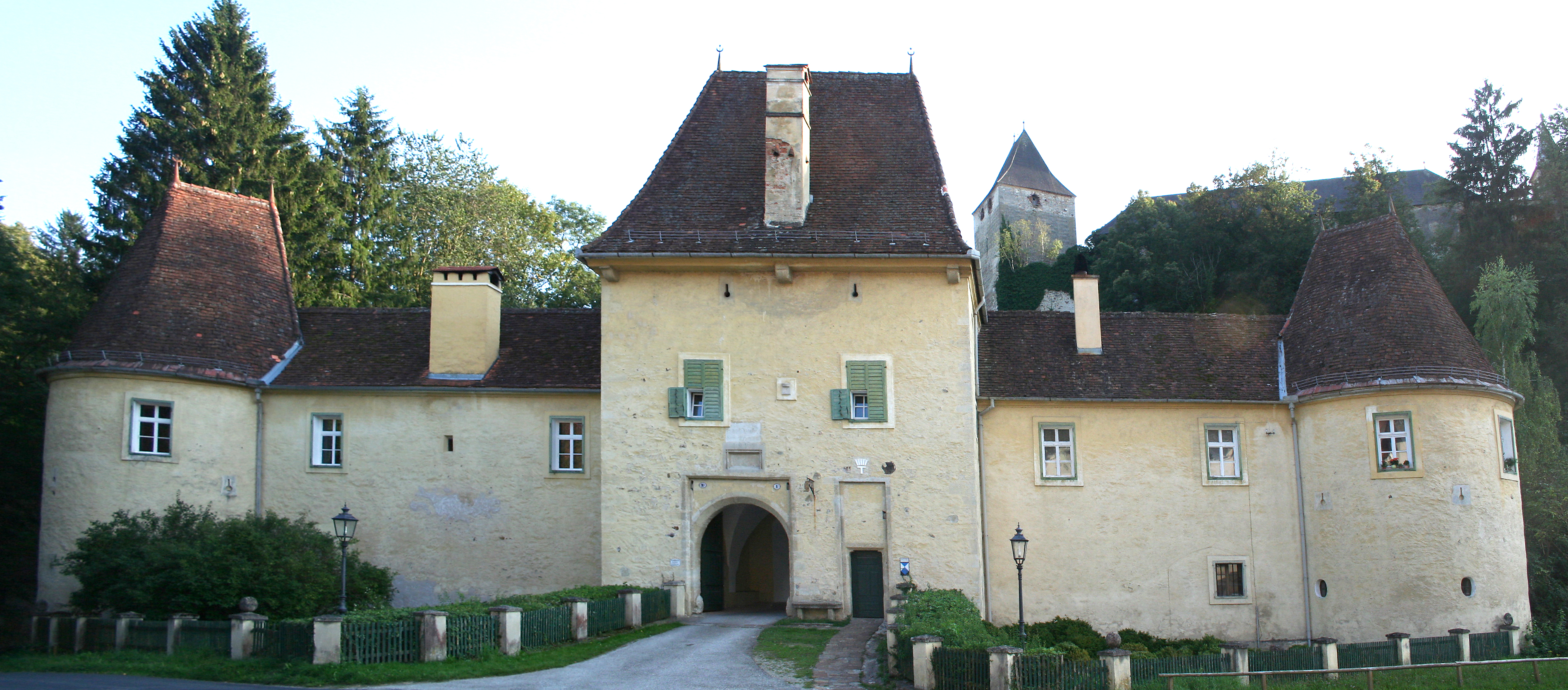
Burg Thalberg

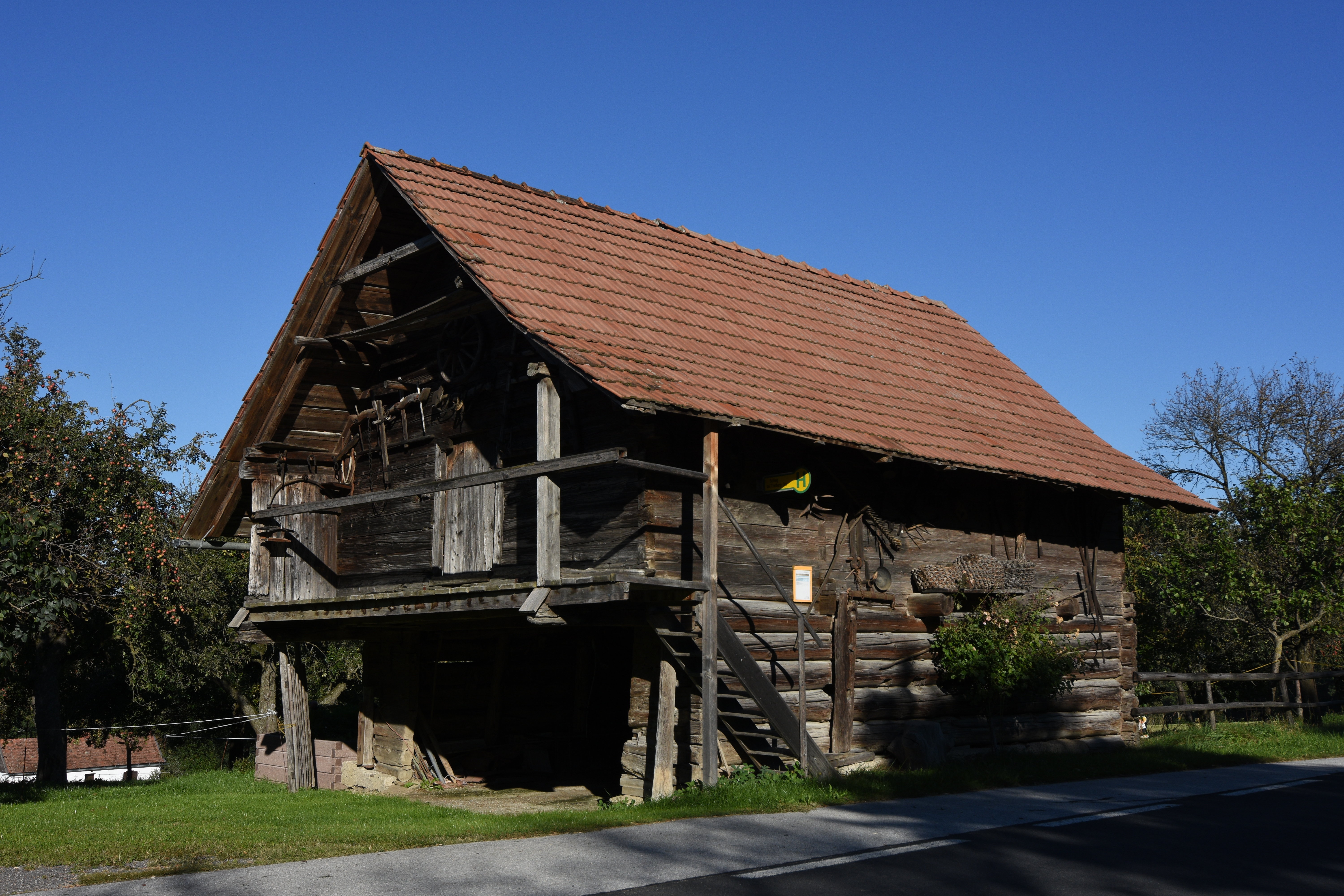
Stadel und Getreidekasten

| Jahr      | 1869 | 1880 | 1890 | 1900  | 1910  | 1923  | 1934 | 1939 |
| --------- | ---- | ---- | ---- | ----- | ----- | ----- | ---- | ---- |
| Einwohner | 380  | 451  | 437  | 409   | 496   | 564   | 656  | 625  |
| Jahr      | 1951 | 1961 | 1971 | 1981  | 1991  | 2001  | 2011 | 2014 |
| Einwohner | 709  | 850  | 961  | 1.008 | 1.018 | 1.052 | 932  | 911  |

Quelle: Statistik Austria

## Kultur und Sehenswürdigkeiten

### Bauwerke
Oberhalb von Schlag bei Thalberg befindet sich die Burg Thalberg, die im 12. Jahrhundert erbaut wurde, um das Gebiet gegen die Ungarn zu schützen. Heute befindet sie sich in Privatbesitz.

## Wirtschaft und Infrastruktur

### Verkehr
Durch das Gemeindegebiet verläuft die in diesem Abschnitt gut ausgebaute Wechsel Straße B 54 (eigene Auffahrt in Thalberg) von Wiener Neustadt nach Hartberg. Die Süd Autobahn A 2 ist etwa neun Kilometer entfernt und über die Anschlussstelle Friedberg/Pinggau (95) zu erreichen.
Die Thermenbahn von Friedberg nach Hartberg verläuft durch das Gemeindegebiet, der nächstgelegene Haltepunkt befindet sich in Dechantskirchen in etwa zwei Kilometern Entfernung. Hier bestehen zweistündliche Regionalzug-Verbindungen.
Der Flughafen Graz ist ca. 80 km entfernt.

## Politik

### Gemeinderat
Die letzten Gemeinderatswahlen brachten die folgenden Ergebnisse:
| Partei          | 2010    | 2010    | 2010    | 2005 | 2005 | 2005 | 2000 | 2000 | 2000 | 1995 | 1995 | 1995 | 1990 | 1990 | 1990 |
| Partei          | Stimmen | %       | Mandate | St.  | %    | M.   | St.  | %    | M.   | St.  | %    | M.   | St.  | %    | M.   |
| --------------- | ------- | ------- | ------- | ---- | ---- | ---- | ---- | ---- | ---- | ---- | ---- | ---- | ---- | ---- | ---- |
| ÖVP             | 317     | 48,4    | 7       | 280  | 40   | 6    | 189  | 27   | 4    | 240  | 36   | 5    | 232  | 33   | 5    |
| SPÖ             | 338     | 51,6    | 8       | 417  | 60   | 9    | 459  | 66   | 10   | 420  | 64   | 10   | 469  | 67   | 10   |
| FPÖ             |         |         |         |      |      |      | 48   | 7    | 1    |      |      |      |      |      |      |
| Wahlbeteiligung | 82,69 % | 82,69 % | 82,69 % | 85 % | 85 % | 85 % | 86 % | 86 % | 86 % | 90 % | 90 % | 90 % | 93 % | 93 % | 93 % |

### Bürgermeister
Letzter Bürgermeister war seit November 2009 Günther Simon (SPÖ).

### Wappen
Die Verleihung des Gemeindewappens erfolgte mit Wirkung vom 1. Juni 1979.

Blasonierung (Wappenbeschreibung):
„Im erniedrigt durch einen Tannenreisigschnitt von Silber und Grün geteilten Schild oben schwarz die Umrißlinien eines nach links schreitenden Wolfes in der Art, wie er auf dem Bergfried der Burg Thalberg erscheint.“

## Persönlichkeiten

### Ehrenbürger
- 1989: Hans Groß (1930–1992), Landeshauptmann-Stellvertreter[5]